# Траванкор
Траванко́р (малаял. തിരുവിതാംകൂര്) — тубільне князівство у південно-західній частині Індійського субконтиненту.

## Історія
Траванкор займав частину території сучасних індійських штатів Керала й Тамілнад. Правителями князівства були магараджі з траванкорської династії Варма, що була нащадком потомками династії Чера. Частково влада перебувала у руках прем'єр-міністра (диван).
Князівство було засновано 1729 року на території невеликого царства Венад. За часів Британської Індії Траванкор був васалом британської корони. 1949, за два роки після здобуття Індією незалежності, Траванкор об'єднався з Кочі, утворивши штат Траванкор-Кочі, що 1956 року став частиною штату Керала.

## Правителі
- Мартанда Варма 1729—1758
- Дхарма Раджа Картіка Тірунал Рама Варма 1758—1798
- Авіттом Тірунал Баларама Варма 1798—1810
- Аїльом Тірунал Говрі Лакшмі Баї 1810—1815 (регентка)
- Утріттаті Тірунал Говрі Парваті Баї 1815—1829 (регентка)
- Сваті Тірунал Рама Варма 1829—1846
- Утрам Тірунал Мартанда Варма 1846—1860
- Аїлам Тірунал Рама Варма 1860—1880
- Вісакхам Тірунал Рама Варма 1880—1885
- Мулам Тірунал Рама Варма 1885—1924
- Сету Лакшмі Баї 1924—1931 (регентка)
- Чітіра Тірунал Баларама Варма 1931—1947